# Herb Gryfic
Herb Gryfic – jeden z symboli miasta Gryfice i gminy Gryfice w postaci herbu.

## Wygląd i symbolika
Herb przedstawia na białym polu tarczy herbowej z zaokrągloną dolną krawędzią gryfa pomorskiego w kolorze czerwonym, o czerwonym dziobie i pazurach, trzymającego w szponach lilię w kolorze żółtym. Bordiurę stanowi cienka czarna linia. 
Gryf nawiązuje do założyciela miasta księcia pomorskiego Warcisława III z dynastii Gryfitów, a także Barnima I, który nadał miastu nazwę, lilia symbolizuje znajdujący się w mieście kościół pw. Wniebowzięcia Najświętszej Maryi Panny (tj. kościół farny).
Herb oraz jego barwy zostały umieszczone także na fladze miasta i gminy.

## Historia

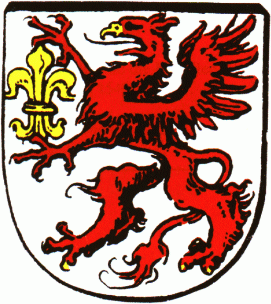
Przedwojenna wersja herbu

Na pieczęci z XIII/XIV w. wyobraża gryfa stojącego na podwójnej lilii, w XIV w. zamiast lilii występują fale rzeczne. Ostatecznie ukształtował się wizerunek stojącego na białym tle czerwonego gryfa trzymającego w szponach złotą lilię heraldyczną.
Według Bruggemanna, historyka, pierwotny herb Gryfic był umieszczony na niebieskim tle. Był to czerwony gryf z płynącą poniżej rzeką Regą, któremu dodano w 1334 roku lilię.
W statucie miasta z roku 2000 do herbu przedstawiającego gryfa dodano napis GRYFICE. Do 2004 roku herb ten nie uzyskał pozytywnej opinii MSWiA. Burmistrz Gryfic wnioskował dwukrotnie ws. zaopiniowania przedłożonych projektów. Poprawiony projekt herbu uzyskał pozytywną opinię Komisji Heraldycznej działającej przy Ministrze Spraw Wewnętrznych i Administracji. Komisja w pierwszej negatywnej opinii zaproponowała by m.in. zmianę koloru dzioba i szponów ze złotych na czerwone dzięki czemu bardziej wyróżniałaby się lilia oraz usunięcie belki z napisem GRYFICE, która nie była zgodna z zasadami heraldyki. Komisja Heraldyczna, której przewodniczył prof. dr hab. Stefan K. Kuczyński, w swojej drugiej opinii o projektach herbu i flagi Miasta Gryfice stwierdziła, iż czerwony gryf tylko dotyka pazurami złotej lilii, a powinien ją trzymać. Komisja zidentyfikowała także wizerunek herbu jako odbitkę cyfrową z książki Miasta polskie w tysiącleciu. Ponadto komisja zaleciła przedstawienie skali barw w przestrzeni CMYK lub systemie poligraficznym Pantone.
29 października 2004 r. MSWiA pozytywnie zaopiniowało przedłożone projekty herbu (jednakże zgłaszając uwagi dot. ich realizacji plastycznej). Dzięki tej decyzji Rada Miejska w Gryficach mogła ustanowić nowy wizerunek herbu uchwałą z 7 grudnia 2004 r. w sprawie ustanowienia herbu i flagi gminy Gryfice. 

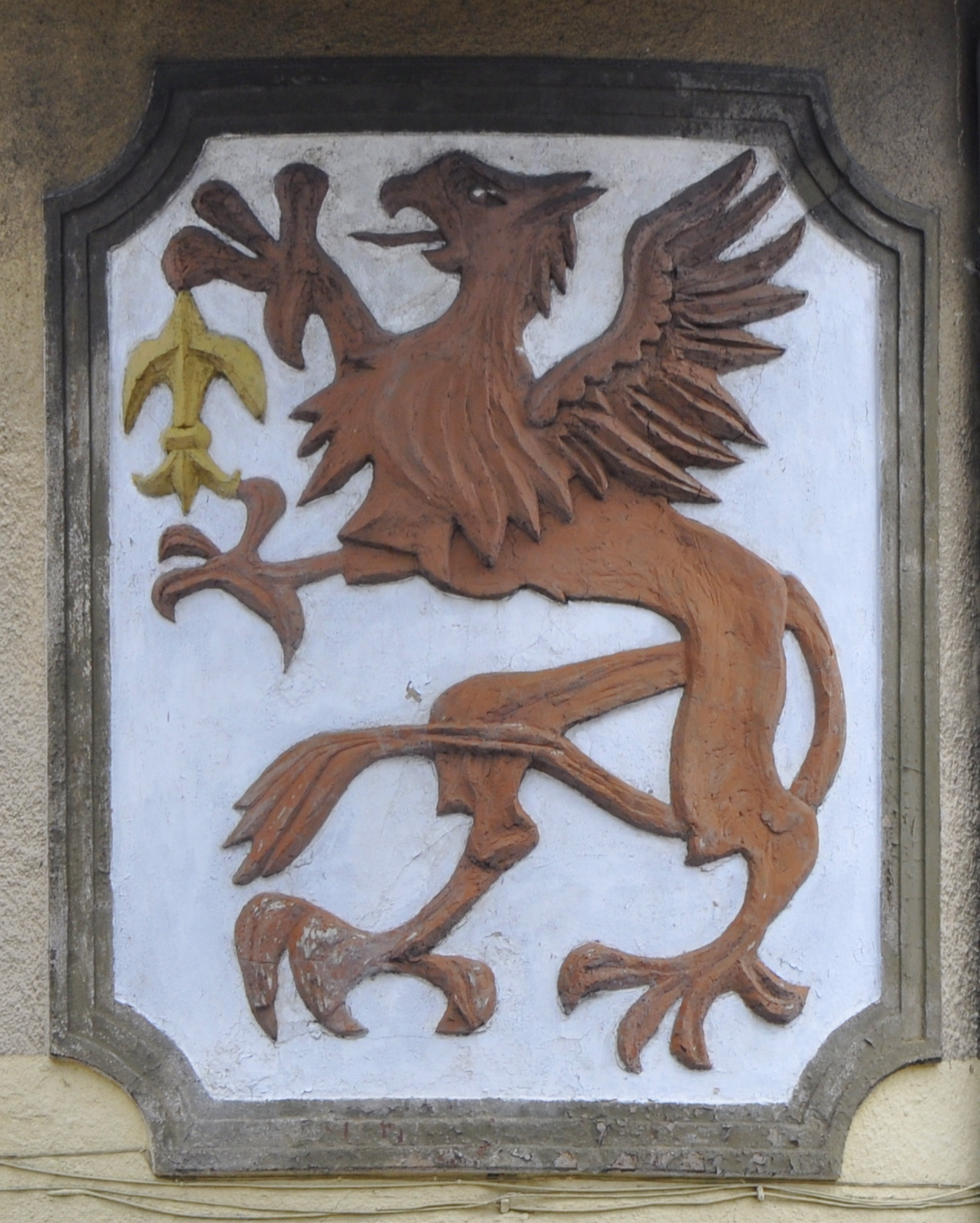
Herb na budynku przy ul. St. Ruta 5
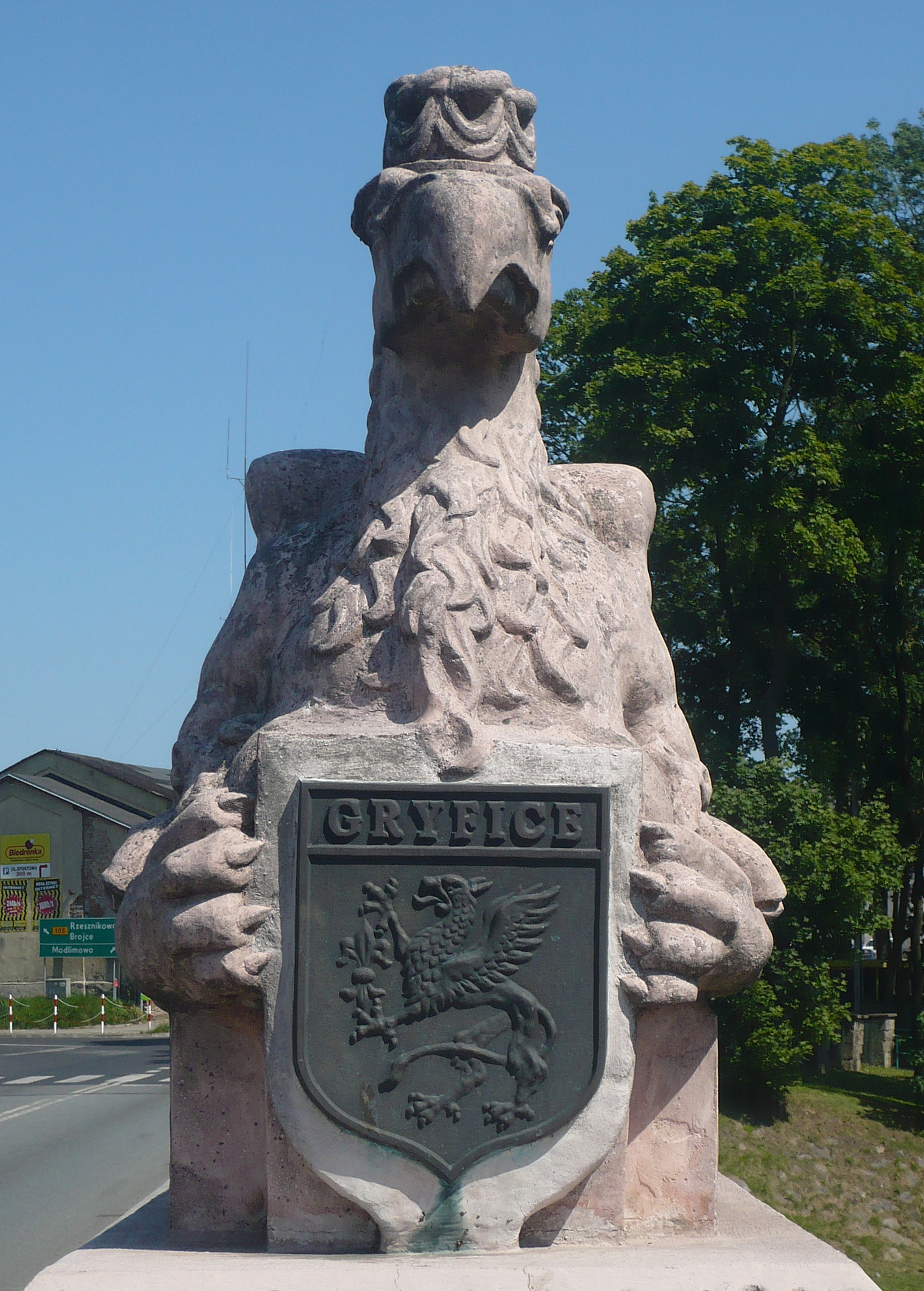
Herb trzymany przez gryfa na moście ul. Nadrzecznej
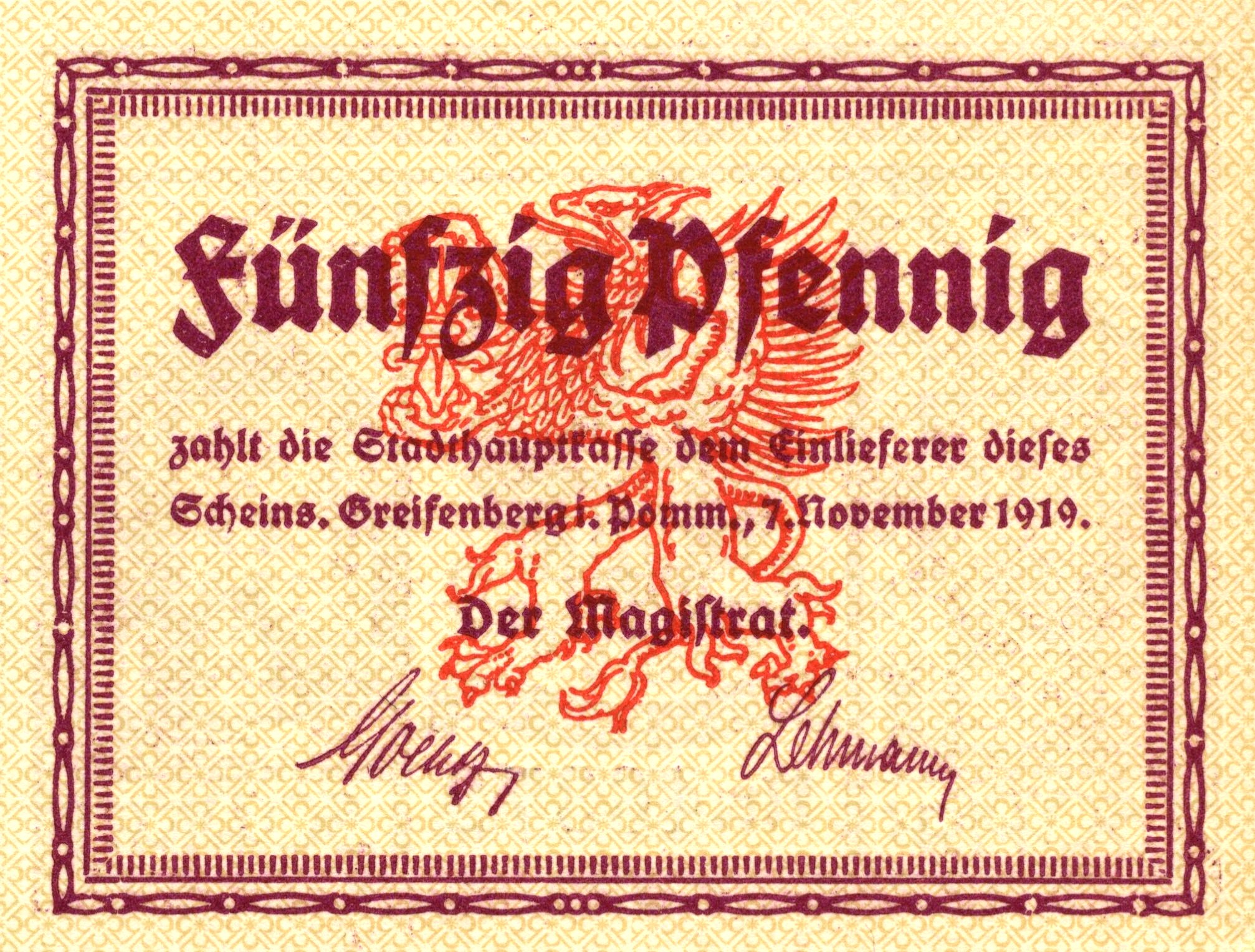
Herb Gryfic znajdował się również na miejskich notgeldach
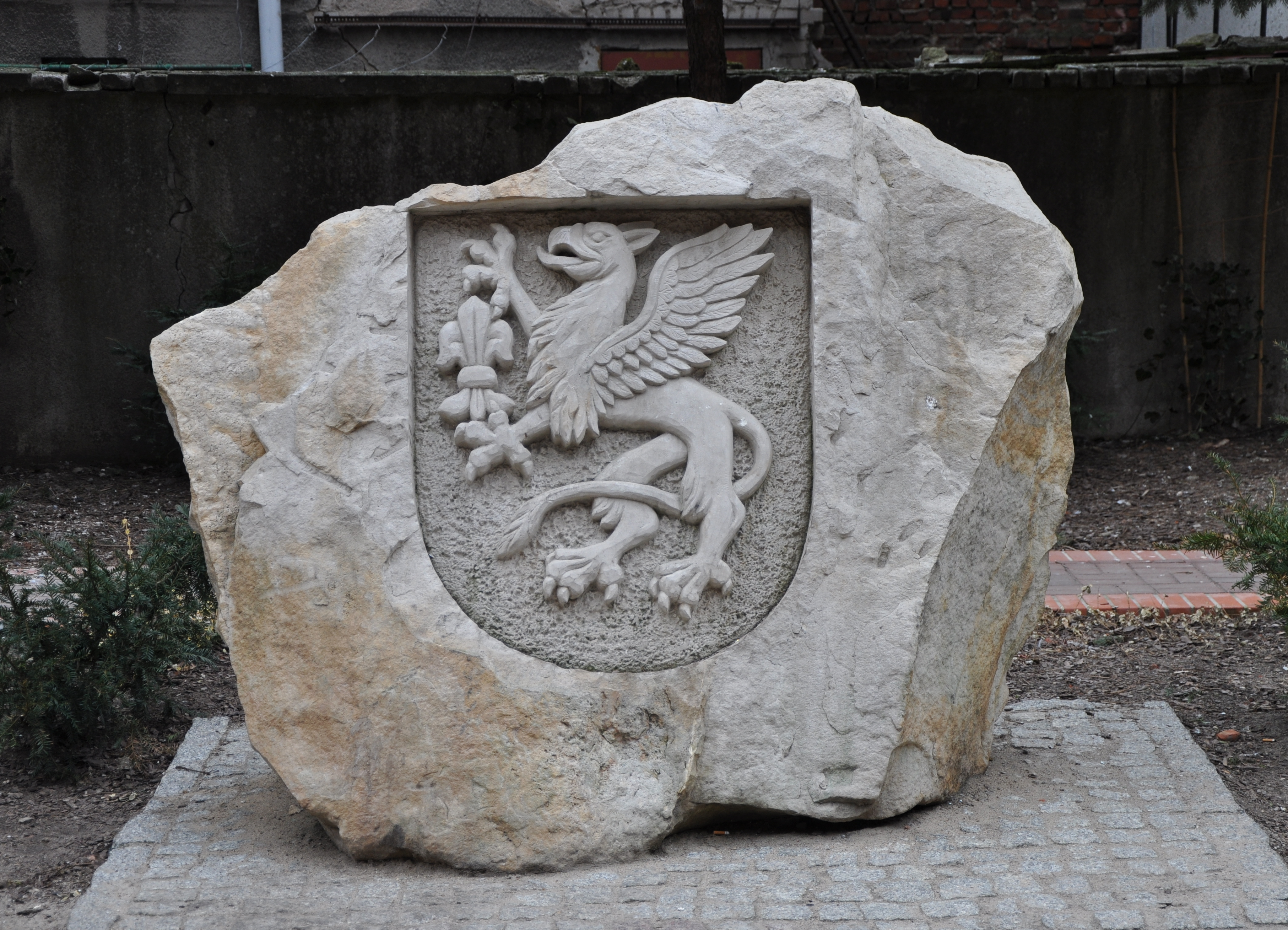
Herb na kamieniu przy ul. ks. St. Ruta (pasaż)
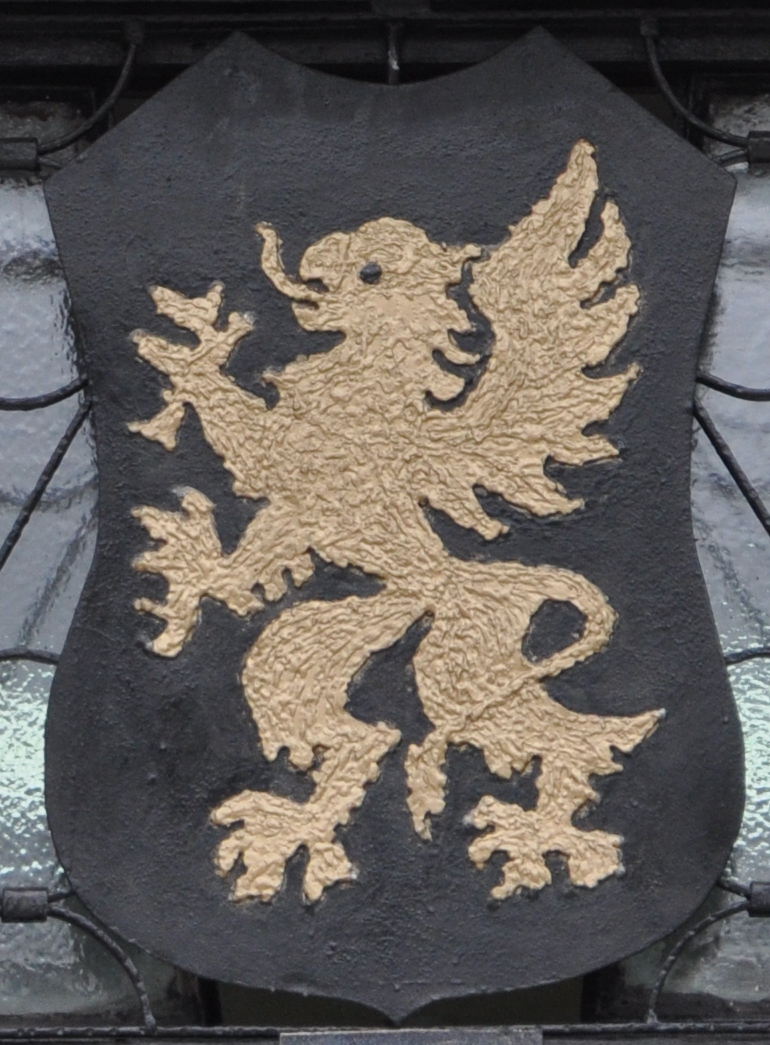
Gryf nad wejściem do budynku Sądu Rejonowego w Gryficach
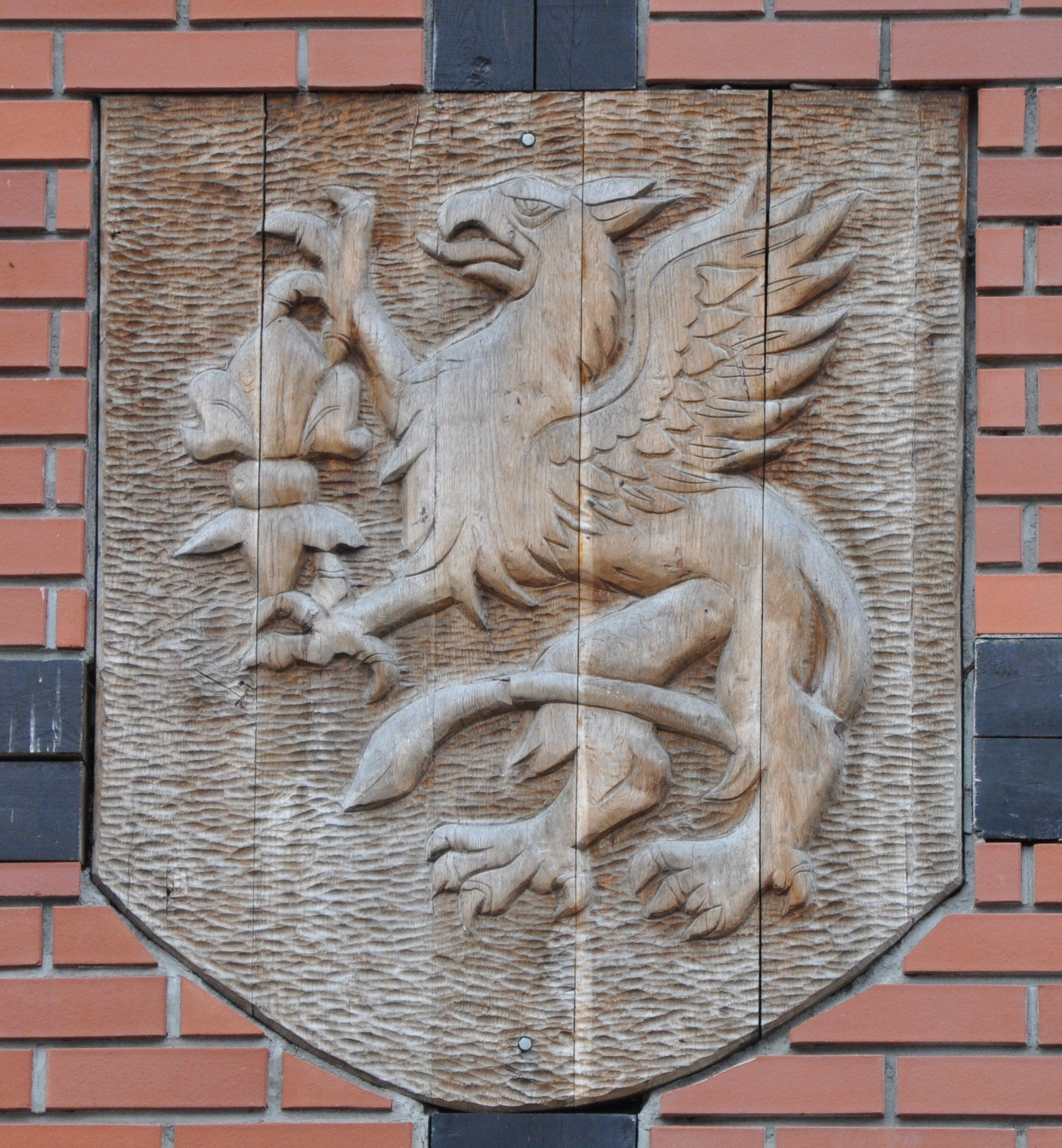
Herb na budynku nr 97 przy ul. ks. St. Ruta